# Karl-Heinz Hoffmann (Rechtsextremist)
Karl-Heinz Hoffmann (* 27. Oktober 1937 in Nürnberg) ist ein mehrfach vorbestrafter bundesdeutscher Rechtsextremist. Er gründete 1973 die rechtsterroristische Wehrsportgruppe Hoffmann, leitete sie bis zu seiner Festnahme im Juni 1981 und blieb auch nach fünfjähriger Haft im gewaltbereiten Neonazismus aktiv. Er bezeichnet sich selbst als Faschist.

## Herkunft und Ausbildung
Hoffmann wurde 1937 in Nürnberg geboren. Sein Vater war Arzt und fiel 1940 im Zweiten Weltkrieg. Die Familie wurde während der Luftangriffe auf Nürnberg nach Kahla in Thüringen evakuiert, wo Hoffmann aufwuchs. Er erlernte den Beruf des Porzellanmalers und wurde Mitglied der Gesellschaft für Sport und Technik (GST). 1953 flüchtete er aus der DDR in die Bundesrepublik Deutschland und kehrte nach Nürnberg zurück. Dort begann er eine Ausbildung als Grafiker, besuchte anschließend die Akademie der Bildenden Künste Nürnberg und schließlich die Akademie der Bildenden Künste München. In den 1950er Jahren unternahm er mehrere Reisen in die Türkei, den Iran und nach Indien und lernte orientalische Sprachen.

## Rechtsextreme Aktivitäten bis 1980

### Bis 1973
Hoffmann war Jugendreferent beim 1951 neugegründeten rechtsextremen Verein Der Stahlhelm. 1963 wurde er in der Türkei wegen Waffenschmuggels verhaftet. 1968 lud er rund 150 Gesinnungsfreunde zu einer privaten Faschingsfeier in Wehrmachtsuniformen mit Hakenkreuzen und anderen NS-Symbolen nach Nürnberg ein. Manche trugen Maschinengewehrattrappen, Kriegsorden, Gasmasken, Verbände oder markierte Kriegsverletzungen und spielten Kriegsszenen zu Kriegsgeräuschen nach.

### WSG
1973 gründete Hoffmann die nach ihm benannte Wehrsportgruppe Hoffmann (WSG). Dort vermittelte er als alleiniger Befehlsgeber „Rekruten“ (männlichen Teilnehmern seiner Wehrsportübungen) eine paramilitärische Ausbildung, die sich an der Grundausbildung der Bundeswehr orientierte, und faschistische Ideologie, die sich an der Schutzstaffel-Tradition und am Führerprinzip orientierte. Die WSG wuchs rasch zum Sammelbecken für hunderte gewaltbereite deutsche Neonazis aus dem ganzen Bundesgebiet, die einen Putsch einübten und sich auf einen Bürgerkrieg gegen „Bolschewismus und Kapital“ vorbereiteten. Hoffmann achtete dabei sorgfältig auf formale Legalität, etwa indem er politische Schulung bestritt, illegalen Waffenbesitz möglichst ausschloss und nur mit verlöteten Waffen trainieren ließ.

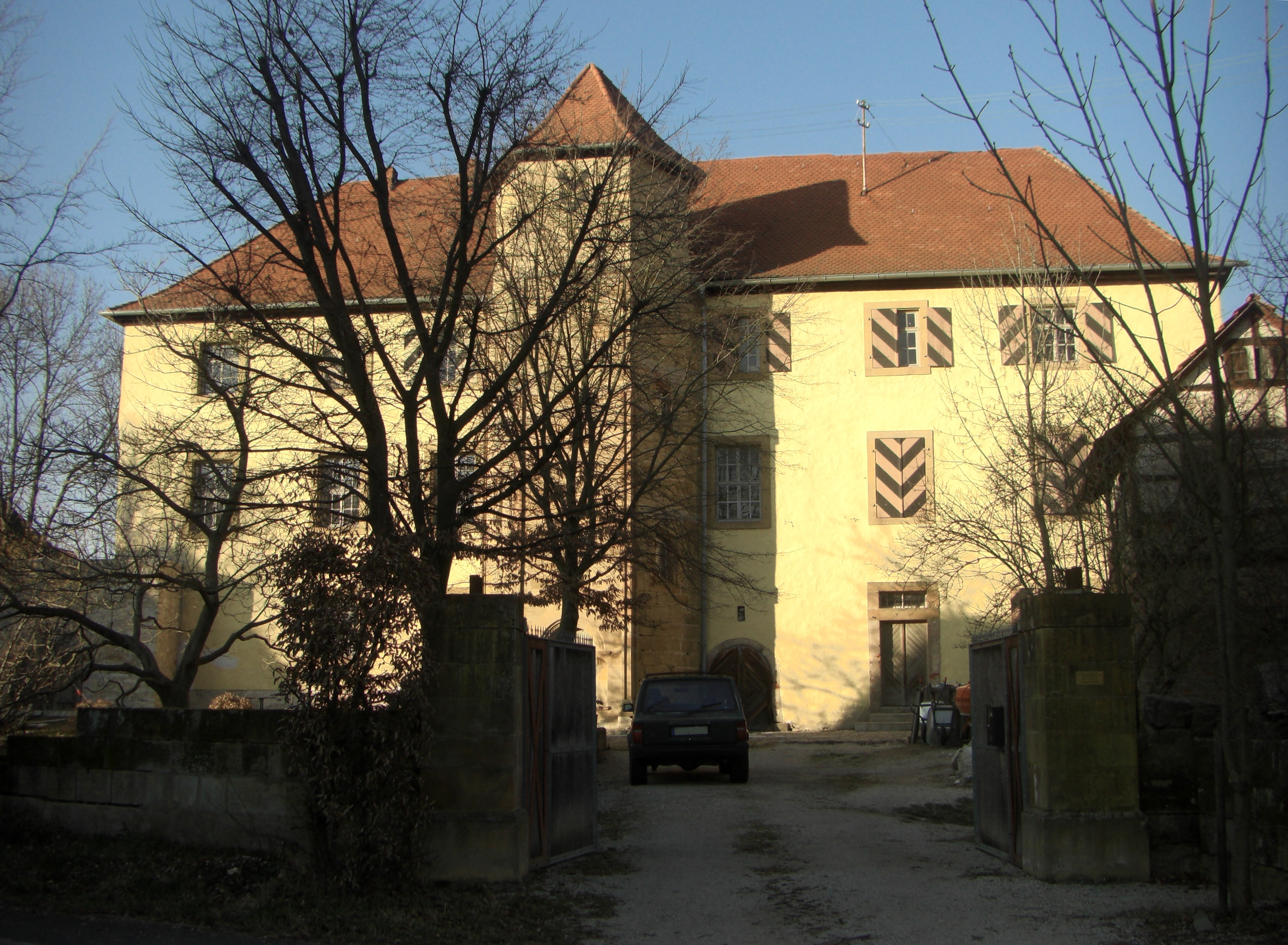
Schloss Ermreuth

Zuerst war Schloss Almoshof, dann Heroldsberg der Sitz der WSG. 1978 kaufte Hoffmann das Schloss Ermreuth bei Nürnberg. Diese frühere Gauführerschule der NSDAP wurde sein Wohnsitz und das WSG-Hauptquartier, wo er Medien häufig Interviews gab. Die bayerischen Staatsbehörden betrachteten ihn als harmlosen Exzentriker.
1974 in einem Interview sagte Hoffmann: „Es wäre doch ganz einfach töricht zu leugnen, dass Adolf Hitler genial war und dass er zweifellos sehr viele Dinge hier gemacht hat, wo wir heute langsam wieder drauf kommen, sie wieder zu tun.“ Ebenfalls 1974 erklärte er nach Eigenangaben einen künftigen erneuten Anschluss Österreichs an Deutschland für möglich. Daraufhin habe Österreich ihm wegen nationalsozialistischer Propaganda auf unbestimmte Zeit die Einreise verboten.
Am 16. September 1976 verurteilte das Landgericht Nürnberg-Fürth Hoffmann wegen fortgesetztem unbefugten Uniformtragen zu einer Geldstrafe von 8000 DM. Für das Gericht war er „ein militanter Radikaler faschistoider Ausrichtung“, der Demokratie und Parlamentarismus ablehnte, Wahlen als „für die wahren Ziele des Volkes schädlich“ darstellte, das Führerprinzip vertrat und einen „wehrfähigen Nationalstaat innerhalb des deutschen Lebensraumes“ anstrebte. Entgegen Hoffmanns Behauptungen repräsentiere das gemeinsame Uniformtragen der WSG diese politischen Überzeugungen in der Öffentlichkeit. Als Beweis zitierte das Urteil ausführlich aus einem Manifest, das Hoffmann um 1974 zur Indoktrination der WSG-Teilnehmer verfasst hatte und das seine antidemokratische Ideologie einer „vernunftgemäßen Volksgemeinschaft“ repräsentierte. Der rechtsextreme Verleger Gerhard Frey beglich die Geldstrafe für Hoffmann. Im Gegenzug stellte die WSG für Veranstaltungen der von Frey gegründeten DVU oft den Saalschutz.
Seit 1976 arbeitete Hoffmann mit Axel Heinzmann zusammen, der den rechtsextremen „Hochschulring Tübinger Studenten“ (HTS) gegründet hatte. Hoffmann und Heinzmann warben Söldner zur Unterstützung rechtsgerichteter Diktaturen gegen Befreiungsbewegungen im damaligen Rhodesien, in Angola und Südafrika an. Im Dezember 1976 sollte Hoffmann an der Universität Tübingen einen vom HTS organisierten rassistischen Vortrag zum Thema „Die schwarz-kommunistische Aggression im südlichen Afrika“ halten. Heinzmann lud auch den jungen WSG-Anhänger Gundolf Köhler dazu ein. Als Demonstranten gegen Hoffmanns Auftritt protestierten, griffen dieser und seine Anhänger sie mit Knüppeln und Ruten an.
Der HTS lud Hoffmanns WSG öfter als Saalschutz ein. WSG-Mitglieder um Hoffmanns engsten Vertrauten Uwe Behrendt begannen öfter Schlägereien und verübten bewaffnete Angriffe auf linksgerichtete Buchhandlungen, Veranstaltungen und Demonstrationen. Augenzeugen nahmen diese Angriffe als „Eruption nackten Terrors“ wahr. Hoffmann erhielt unter anderem wegen der Schlägerei in Tübingen eine Haftstrafe von 18 Monaten. Als seinem Stellvertreter erteilte er Uwe Behrendt öfter einen „Spezialauftrag“. So sollte Behrendt den WSG-Aussteiger Ralf Rößner als „Verräter“ töten, der gefälschte Dollarbanknoten aus einem geheimen Erddepot der WSG gestohlen hatte. Behrendt traf Rößner jedoch nicht an und führte den Mord nicht aus.
Im Juli 1977 organisierte Hoffmann gemeinsam mit Erwin Schönborn und Klaus Huscher vom „WSG-Freundeskreis“ einen „Auschwitz-Kongress“ in Nürnberg, bei dem prominente Holocaustleugner auftreten sollten. Ein antifaschistisches Aktionsbündnis versuchte, das Treffen zu verhindern. Der Nürnberger Rabbiner Shlomo Lewin engagierte sich dort und warb bei Politikern der CSU für ein entschlossenes Vorgehen gegen Neonazis der Region wie der WSG. Bei der Gegenkundgebung am 6. August 1977 hielt Lewin die Hauptrede, erinnerte an die nationalsozialistischen Vernichtungslager, warnte eindringlich vor mörderischen Folgen der Holocaustleugnung, besonders für Juden in Deutschland, und rief dazu auf, deutsche Neonazis durch aktive, gewaltfreie aufklärende Solidarität zum Schweigen und zur Erfolglosigkeit zu bringen. WSG-Anhänger fotografierten den Redner und überbrachten seine Rede an Hoffmann. Dieser diffamierte Lewin im März 1979 in einem Artikel seines WSG-Organs Kommando als einflussreichen Juden, dem der verwahrloste Zustand der Erlanger Synagoge gleichgültig sei. Im selben Heft warb er für die Zeitschrift des Holocaustleugners Thies Christophersen.
Im Winter 1977 ließ Hoffmann eine WSG-Übung bei Nürnberg mit einer Kolonne von Militärfahrzeugen, Wehrsportlern in Tarnanzügen, Stahlhelmen und Waffen im Anschlag als schlagkräftige Miliz unter seiner straffen Kontrolle vorführen. Er brüstete sich öffentlich damit, dass die deutschen Behörden angeblich unpolitischen Wehrsport duldeten. In der eigenen Villa posierte er mit einem Puma als Haustier und spielte damit auf den faschistischen Diktator Benito Mussolini an, der sich mit einem Löwen hatte fotografieren lassen. Auf Antisemitismus unter Wehrsportlern angesprochen, betonte er: „Ich bin nicht gegen die Juden, aber ich bin Antizionist, weil der Zionismus unser Feind ist und das Märchen verbreitet, dass sechs Millionen Juden in den Lagern der Nazis umgebracht worden sind.“ Damit bekannte er sich offen als Holocaustleugner. Die italienische Illustrierte Oggi berichtete darüber und stellte Hoffmanns Porträt neben das von Shlomo Lewin. Bis dahin war Hoffmann zum Star und Hoffnungsträger der bundesdeutschen Rechtsextremen geworden, besonders der gewaltbereiten Szene, die die Nationaldemokratische Partei Deutschlands (NPD) als zu harmlos und legalistisch ablehnte. Er ließ sich in Anlehnung an den Führer der nationalsozialistischen Sturmabteilung Ernst Röhm stets „Chef“ nennen.
Nachdem Bayerns Staatsregierung die WSG trotz ihres Gefahrenpotentials sechs Jahre lang geduldet hatte, verbot der damalige Innenminister Gerhart Baum (FDP) sie am 30. Januar 1980 als verfassungsfeindliche Organisation und ließ sie auflösen. Bei dem Polizeieinsatz wurden große Mengen an Waffen, Sprengstoff und NS-Propagandamaterial sichergestellt.

### „WSG-Ausland“
Nach dem Verbot verlegte Hoffmann seine Aktivitäten in den Libanon und baute dort die „WSG-Ausland“ als bewaffnete, militärische, nach dem Führerprinzip geleitete Truppe auf. Damit wollte er der bundesdeutschen Strafverfolgung entgehen, verfolgte aber laut dem Verfassungsschutzbericht von 1980 dasselbe Ziel wie zuvor: „die staatliche Ordnung in der Bundesrepublik durch die Begehung terroristischer Gewalttaten zu erschüttern“. Seit März 1980 arbeitete Hoffmann mit der PLO und deren bewaffneten Arm Fatah zusammen. Gegenüber deren Anführern stellte er sich als Kämpfer gegen Zionismus und Judentum dar, wobei ihm die illustrierte Oggi-Reportage als Beleg diente. So erreichte er, dass die PLO der WSG Waffen lieferte und erlaubte, damit im Ausbildungslager Bir Hassan im Südlibanon zu trainieren. Seit Juli 1980 ließ er ausrangierte Militärfahrzeuge für die PLO über den Balkan in den Nahen Osten überführen.
Hoffmanns Handelsbeziehung mit der PLO vermittelte der Neonazi Udo Albrecht. Er und Hoffmann verkauften der PLO Militärfahrzeuge, um dafür in PLO-Lagern im Libanon und Jordanien trainieren zu dürfen.

### Bezüge zum Oktoberfestattentat
Im Februar 1976 hatte der damals 16-jährige Schüler Gundolf Köhler Briefkontakt mit Hoffmann aufgenommen, um in seinem Heimatort Donaueschingen eine WSG-Ortsgruppe aufzubauen. Hoffmann führte Köhler als WSG-Mitglied an dritter Stelle einer internen Adressenliste, die 1979 bei dem Neonazi Odfried Hepp gefunden wurde. Am 26. September 1980 verübte Gundolf Köhler das Oktoberfestattentat, den mit 13 Toten und 221 Verletzten bisher schwersten Terroranschlag in der Geschichte der Bundesrepublik. Er selbst starb dabei.
Hoffmann wollte am selben Tag erneut Militärfahrzeuge in den Nahen Osten bringen lassen, doch Österreichs Grenzschutz hielt den Konvoi auf und sandte ihn nach Deutschland zurück. Am 27. September 1980 wurde Hoffmann mit 15 WSG-Mitgliedern vorläufig verhaftet, aber wegen fehlender Indizien für eine Anschlagsbeteiligung am 29. September wieder freigelassen. Anfang Oktober reiste er mit dem WSG-Mitglied Walter Ulrich Behle in den Nahen Osten. Auf dem Zwischenhalt in Damaskus gestand Behle einem Barkeeper, die WSG habe das Oktoberfestattentat ausgeführt. Im August 1982 bezichtigte sich Stefan Wagner, ein weiteres WSG-Mitglied, gegenüber von ihm genommenen Geiseln als Teilnehmer am Attentat. Beide Aussagen wurden von damaligen Ermittlern als Angeberei gewertet und nicht weiterverfolgt.

### Bezüge zum Doppelmord von Erlangen
Nach dem Attentat musste Hoffmann sich im Libanon gegenüber der PLO rechtfertigen und verfasste dazu eine antisemitische Verschwörungstheorie: Nicht Rechtsradikale, sondern der Mossad habe das Attentat geplant und durchgeführt. Damit habe Israel Beziehungen der WSG zur PLO und Materialnachschub für die PLO unterbinden, weitere Reparationen der Bundesrepublik an Israel erzwingen, die WSG und deren „charismatischen Führer“ (ihn selbst) ausschalten und Sympathien der Deutschen für ihn zerstören wollen. Das Pamphlet lieferte WSG-Kameraden antisemitische Motive für weitere Morde. Von da an ließ Hoffmann WSG-Teilnehmer in jenem PLO-Ausbildungslager mit brutalen Folter-Praktiken disziplinieren. Kay Uwe Bergmann starb daran.
Am 19. Dezember 1980 erschoss Uwe Behrendt, der damals mit Hoffmann auf Schloss Ermreuth wohnte, den Rabbiner Shlomo Lewin und seine Lebensgefährtin Frida Poeschke in ihrem Haus in Erlangen. Die Tatwaffe gehörte Hoffmann. Wie später festgestellt wurde, beseitigte dieser am Tatabend alle Patronen und Geschosshülsen aus der Tatwaffe in seinem Keller, warnte seine Freundin Franziska Birkmann vor zu erwartenden Polizeiverhören, verbrannte die Kleidung, die Behrendt bei der Tat getragen hatte, befahl ihm die Flucht aus Deutschland und bezahlte seinen Rückflug in das PLO-Lager im Libanon. Dort beförderte er Behrendt zum „Oberstleutnant“ der WSG-Ausland. Am 27. April 1981 wurde der zurückgekehrte Hoffmann als Zeuge zu dem Mord befragt und behauptete, er, Birkmann und Behrendt seien den ganzen Tattag hindurch zuhause gewesen. Am 16. Juni 1981 wollte er aus Deutschland ausreisen und wurde auf dem Flughafen Frankfurt Main verhaftet, weil Birkmann inzwischen als Mittäterin verdächtigt wurde.
Danach löste sich die WSG im Libanon auf. Einige WSG-Aussteiger kamen zurück nach Deutschland und bezeugten ab Juli 1981 Hoffmanns Foltermethoden, seine Versuche, ein WSG-Mitglied für einen Auftragsmord an einem nahe Ermreuth wohnhaften Juden anzuwerben, und Köhlers Rolle als Sprengstoffexperte der WSG.

## Strafprozess und Haft
Am 4. September 1981 wurde Hoffmann erstmals als Tatverdächtiger zum Mordfall von Erlangen vernommen. Er behauptete nun, Behrendt habe den Doppelmord allein aus eigener Initiative durchgeführt, ihm dies am Abend nach der Tat gestanden und als Motiv „Rache“ für die Verleumdung Hoffmanns nach dem Oktoberfestattentat angegeben. Zuvor habe Behrendt die Tatwaffe beseitigt. Aus Furcht, als Anstifter verdächtigt zu werden, habe er, Hoffmann, Behrendt nicht angezeigt.
Im September 1983 wurde Hoffmann als Auftraggeber des Erlanger Doppelmords angeklagt. Das Landgericht Nürnberg-Fürth begann die Hauptverhandlung erst im September 1984. Es verurteilte Hoffmann am 30. Juni 1986 wegen Geldfälschung, Freiheitsberaubung, gefährlicher Körperverletzung sowie Vergehen gegen das Waffen- und Sprengstoffgesetz zu neuneinhalb Jahren Freiheitsstrafe, sprach ihn aber vom Verdacht einer Mordbeteiligung frei. Dabei folgte das Gericht weitgehend Hoffmanns Eigenangaben und einem BGH-Urteil von 1982, das § 129a (Bildung terroristischer Vereinigungen) auf Vorgänge im Inland begrenzte und die WSG-Ausland somit ausnahm. Behrendt konnte nicht mehr zu Hoffmanns Angaben befragt werden, weil er im September 1981 im Libanon Suizid begangen haben soll. Zeugenaussagen von WSG-Aussteigern, Hoffmann habe sie für einen Mord an einem Juden beauftragen wollen, erklärte dieser als Rache für seine harten Trainingsmethoden.
Im November 1988 versuchte Hoffmann, mit einem Hungerstreik Hafterleichterungen zu erzwingen. Am 14. April 1989 lehnte das Landgericht Bayreuth seine vorzeitige Freilassung ab, weil eine „günstige Sozialprognose“ fehle. Zu befürchten sei, dass er sich danach wieder in die rechtsextreme Gemeinschaft einordnen werde. Der Hungerstreik gleiche einer Nötigung, also jener Handlungsweise, für die er unter anderem verurteilt worden war. Im Juli 1989 bescheinigte die Justizvollzugsanstalt St. Georgen-Bayreuth Hoffmann jedoch eine „beanstandungsfreie Führung“ und einen „zuverlässigen und fleißigen Arbeitseinsatz“ in der Haft. Nach Hoffmanns Anhörung entschied das Oberlandesgericht Bamberg, ihn auf vierjährige Bewährung vorzeitig zu entlassen. Sein Hungerstreik sei nur Ausdruck der „Verzweiflung“ über nicht gewährte Erleichterungen gewesen. Er habe geäußert, dass er „keine Uniformen mehr sehen“ könne, „in Ruhe zusammen mit seiner Frau leben“ wolle und sich seine Interessenlage genauso geändert habe wie „die seiner früheren Kameraden“. Somit habe er „glaubhaft zu erkennen gegeben“, dass er sich von seiner Vergangenheit losgesagt und eine günstige Sozialprognose habe. Er erhielt keine gerichtlichen Auflagen und musste keinen festen Wohnsitz nachweisen. Zwei Tage vor dem festgesetzten Termin ließ die Justizvollzugsanstalt ihn frei. Er wohnte zunächst wieder auf Schloss Ermreuth.
Schon in der Haft hatte Hoffmann gedichtet: „Die uns den Prozeß gemacht, gehören selbst aufgrund der Taten in den tiefsten Höllenschacht, um auf ewig dort zu braten.“ Wenige Tage nach seiner Freilassung erklärte er in einem Interview, er halte die parlamentarische Demokratie nach wie vor für „historisch überholt“. Berichte, dass er seine Gesinnung geändert habe, seien völlig falsch. Erneute politische Aktivitäten schloss er zunächst aus.
Ab September 2023 wurden neue Ermittlungen gegen Hoffmann geprüft, weil ein V-Mann-Bericht von 1980 bekannt geworden war. Der V-Mann hatte Hoffmann wenige Tage vor dem Doppelmord von Erlangen besucht, dabei den Bau eines Schalldämpfers in der Küche von Schloss Ermreuth beobachtet und dies dem Verfassungsschutz berichtet. Im Januar 2024 lehnte die zuständige Staatsanwaltschaft Nürnberg ein neues Ermittlungsverfahren gegen Hoffmann wegen unzureichender Verdachtsmomente jedoch ab.

## Aktivitäten ab 1989

### Kahla
Während Hoffmanns Haft hatte seine Freundin Franziska Birkmann mehrere Bau- und Sanierungsfirmen gegründet. Nach seiner Freilassung erweiterten sie das gemeinsame Konglomerat auf bis zu 15 Unternehmen. Dabei konnte Hoffmann auf frühere Kontakte zu angesehenen Geschäftsleuten, Lokalinhabern und Anwälten in Nürnberg zurückgreifen. Er erhielt Aufträge von alteingesessenen Unternehmerfamilien und im noblen Nürnberger Ortsteil Mögeldorf. Eine Bauunternehmerin investierte 25.000 DM in eine seiner Firmen; weitere Investoren folgten. So erlangte er ein stattliches Einkommen. Nach der Öffnung der DDR-Grenzen (November 1989) zog er in seinen Herkunftsort Kahla, erhielt sein Elternhaus am Karl-Liebknecht-Platz zurück und errichtete dort Büros und Wohnungen. In den folgenden Jahren erwarben er und Birkmann drei abrissreife Häuser aus Kommunalbesitz und zehn weitere sanierungsbedürftige Häuser in Kahlas Altstadt. Sie eröffneten eine Gaststätte, die „Gerberstube“. Dort stellte Hoffmann eingeladenen Unternehmern und Selbstständigen der Stadt sein Konzept vor: Er und seine Frau wollten weitere Häuser kaufen, sanieren und Läden einrichten, die dann junge Leute seiner Wahl weiterführen sollten. Er plante mindestens drei weitere Gaststätten in der Altstadt, darunter ein Tabledancelokal, sowie Antiquitätenläden. Einem Gast, der ihn auf seine Neonazivergangenheit ansprach, erteilte er Hausverbot. Ab 1995 brachte er Investoren aus Bayern nach Kahla, die dort Häuser kauften, diese von seinen Firmen sanieren ließen und ihn mit der Hausverwaltung beauftragten. Ein Investor war ein ehemaliger Mitarbeiter des früheren bayerischen Ministerpräsidenten Franz Josef Strauß, der ein Verbot der WSG stets abgelehnt hatte. Er und zwei weitere bayerische Investoren kauften drei sanierte Mehrfamilienhäuser in Kahlas Altstadt von Hoffmann. Daran verdienten dessen Firmen nach Aussagen von Mitarbeitern etwa zwei Millionen DM. Bis zum Jahr 2000 beschäftigten Hoffmann und Birkmann zeitweise rund 20 Angestellte und Arbeiter für monatliche Lohnkosten von 120.000 DM. Laut einem internen Schreiben hatten sie in Kahla bis 2001 „weit mehr als DM 10 Mio investiert, ca. 1/3 indem wir westdeutsche Investoren gebracht haben. 2/3 privat finanzierte Mittel“. Nach Medienberichten über Hoffmanns Geschäfte gingen die Investoren aus Bayern auf Distanz zu ihm. Er übertrug seine Hausverwaltungen einer Firma aus Kahla.
Parallel zu seinen Geschäften nahm Hoffmann wieder Kontakt zu früheren WSG-Mitgliedern auf, darunter Bernd Grett und Anton Pfahler, die nun zur NPD gehörten. Pfahler war der frühere WSG-Waffenlieferant; auf seinem Privatgelände fand man 1998 Maschinenpistolen, Handgranaten, Munition und NS-Propaganda für einen politischen Umsturz. Ferner hatte Hoffmann Kontakt zum „Stahlhelm“-Mitglied Klaus Kämpf, der seine handsignierte Biografie „Verrat und Treue“ vertrieb. In Hoffmanns „Gerberstube“ trafen sich junge Neonazis, darunter Ralf Wohlleben vom „Thüringer Heimatschutz“, aus dem die Terrorgruppe Nationalsozialistischer Untergrund (NSU) hervorging.
Ab 1998 hatte Hoffmann mit Wilhelm Tell Kontakt, dem Chef der Partei Die Republikaner in Jena. Beide planten gemeinsame Geschäfte und verdienten Geld etwa mit Werbung an der Autobahn. Tell hatte damals wahrscheinlich ebenfalls Kontakt zu Ralf Wohlleben und blieb auch nach dem Ende des NSU in der Neonaziszene vernetzt. Im Jahr 2000 empfing Hoffmann Neonazis aus Bayern in seiner Gaststätte in Kahla. Daraufhin begann das Amt für Verfassungsschutz Thüringen seine Aktivitäten zu beobachten. Ab 2001 zog er sich zunehmend aus Kahla zurück und wohnte wieder in Schloss Ermreuth. Er entließ seine Firmenmitarbeiter und verkaufte seine Firmen in Kahla an seinen „alten Kameraden“ Harald Girke, der sie mit Betrugsmethoden ins Ausland weiterverkaufte.
Hoffmanns Erwerb von Immobilien und einer Gaststätte in Kahla wirkte für die organisierte rechtsextreme Szene als Vorbild, wie man kleinere Ortschaften unterwandert und eine Infrastruktur für Neonazitreffpunkte schafft. Bis 2018 wurde Kahla zur Neonazihochburg mit der NPD im Stadtrat. Auch im regionalen Umfeld in Thüringen bildeten sich weitere Niederlassungen von Rechtsextremen, die Flüchtlinge und demokratische Initiativen angriffen.

### Kohren-Sahlis
2004 kaufte Hoffmann in Kohren-Sahlis (Sachsen) das frühere Rittergut Sahlis des Dichters Börries von Münchhausen mit Ställen und sechs Hektar Land. Er kündigte an, das Hauptgebäude als Kulturdenkmal vor dem völligen Verfall zu retten, und gründete dazu die „Fiduziarische Kulturstiftung Schloss Sahlis“. Der Ortsbürgermeister (CDU) begrüßte Hoffmanns vermeintlichen Denkmalschutz; man müsse ihm „zubilligen, Lehren aus der Vergangenheit zu ziehen“. Die CDU-geführte Landesregierung Sachsens bewilligte der Stiftung von 2005 bis 2007 insgesamt 131.848 Euro. Das Innenministerium forderte nur einmal 16.905 Euro zurück, weil Hoffmann die Fördermittel nicht zweckgemäß eingesetzt hatte.
Auf dem zugehörigen Land züchtete Hoffmann Mangalica-Schweine mit Bio-Siegel. Dies folgte einer ideologischen Tradition des Nationalsozialismus, Umweltschutz mit „Heimatschutz“ und „Volksschutz“ gleichzusetzen. 2016 bezeichnete Hoffmann sich diesbezüglich als „sozialistischer Öko-Faschist“. Doch er war nur selten anwesend; wer seine Schweine fütterte, blieb unbekannt. Er mied jeden Kontakt zu Ortsbewohnern, blockierte die Wege zum Gut mit Baumstämmen und verschloss die Eingangstore mit Ketten. Ab 2010 suchte er offen Kontakt zur rechtsextremen Szene in Sachsen und Thüringen.
Am 11. September 2010 fand auf dem Gut ein Treffen der NPD Sachsen mit „Freien Nationalisten“, am 24. September 2010 ein „Arbeitseinsatz“ von fünf Neonazis statt. Weitere Aktivitäten gab das Landesamt für Verfassungsschutz Sachsen auf parlamentarische Nachfrage 2013 nicht bekannt. Die Neonazis waren Mitglieder des „Freien Netzes“ (FN) und halfen angeblich bei Dachdeckerarbeiten. Nach der Entdeckung der Terrorgruppe NSU im November 2011 wuchsen in Kohren-Sahlis Befürchtungen, Hoffmann könne im Schlosskeller oder auf dem Gelände unbemerkt Waffenlager einrichten und Rechtsterroristen Unterschlupf gewähren. Beim Erwerb und Ausbau des verfallenen Schlosses Ermreuth in den 1970er Jahren war er ebenso vorgegangen.
Seit 2009 ergaben mehrere parlamentarische Anfragen der Landtagsabgeordneten Kerstin Köditz (Die Linke), dass der Freistaat Sachsen Hoffmann von 2005 bis 2007 mehr als 130.000 Euro Fördermittel zur „Erhaltung und Pflege von Kulturdenkmalen“ gewährt, die Verwendung der Mittel nicht kontrolliert und Neonazitreffen auf dem Schlossgelände nicht berücksichtigt hatte. Dabei hatte Hoffmann selbst über jenen „Arbeitseinsatz von einem halben Dutzend junger Männer, die sich zum rechten Lager bekennen“, berichtet.
Von 2010 bis 2013 bezahlte Hoffmann die Abwassergebühren für seinen Grundbesitz nicht. Seine Schulden beliefen sich zuletzt auf mehr als 170.000 Euro. Darum beantragte sein größter Gläubiger, der Abwasserzweckverband Wyhratal, im Juli 2013 beim Amtsgericht Leipzig eine Zwangsversteigerung für das äußerst sanierungsbedürftige Gut Kohren-Sahlis.
Bis Januar 2016 zeigte ein von Kerstin Köditz angefordertes Gutachten, dass Hoffmann die zum Denkmalschutz erhaltenen Fördermittel großenteils nicht zur nachhaltigen Sanierung seines Schlosses verwendet hatte. Dessen Bauzustand habe sich „bis hin zu einer ruinösen Lage“ verschlechtert. Im selben Monat ordnete das Amtsgericht Leipzig die Zwangsversteigerung des Schlosses und zugehörigen Grundstücks an und setzte dessen Verkehrswert mit einem symbolischen Euro an.
Am 27. Januar 2016 erhielt der Bieter Milenco-Florin Jarcov den Zuschlag für den Preis von 160.000 Euro, zahlte dann jedoch sein Gebot nicht. Ab April 2016 bot Hoffmann das Gut auf Onlineportalen zum Kauf an; seine Hausverwalterin Loreen Peters (Immobilien West Ltd. Glauchau) sollte es für ihn verkaufen. In der Anzeige nannte er einen Mindestpreis von 666.666 Euro für eine Grundstücksfläche von 66.666 Quadratmetern und 66 Zimmern, pries den Rokokogarten, eine alte Kegelbahn und einen knisterndern Kamin an. Im August 2016 beantragte der Abwasserzweckverband jedoch eine erneute Zwangsversteigerung für das Gut. Hoffmann wollte juristisch dagegen vorgehen, drohte dem Amtsgericht Leipzig öffentlich mit einer „unangenehmen Entwicklung“ und behauptete einen unrechtmäßigen Verlauf der ersten Zwangsversteigerung. Das Leipziger Amtsgericht bekräftigte jedoch deren Rechtmäßigkeit und ließ keine Beschwerde beim Bundesgerichtshof dagegen zu. Hoffmann äußerte sich danach erfreut über die Befreiung von seinen Schulden.
Daraufhin ließ das Amtsgericht Leipzig das Gut am 20. Januar 2018 erneut zwangsversteigern. Die Nachfrage von Kerstin Köditz, ob die Landesregierung die bis 2007 gewährten Fördermittel von Hoffmann zurückgefordert habe, verneinte diese im Februar 2018.

### Vorträge in der rechtsextremen Szene
Ab 2010 trat Hoffmann wieder öffentlich bei rechtsextremen Veranstaltungen im ganzen Bundesgebiet auf, um Kontakte zu Neonazis zu knüpfen.
Am 11. September 2010 hielt er einen Vortrag zum Thema „Die WSG. Klischee und Wirklichkeit“ im Gasthof Zollwitz in Hausdorf (Colditz). Eingeladen hatte ihn die Kameradschaft „Freies Netz Borna-Geithain“ unter ihrem Anführer Manuel Tripp, einem NPD-Stadtrat von Geithain. Zuhörer waren etwa 100 Neonazis, darunter Ralf Wohlleben und André Kapke aus dem NSU-Umfeld. Hoffmann lobte die „disziplinierte militärische Organisationsform“ für den „nationalen Widerstand“ und ermutigte die Zuhörer, „ausgetretene Wege“ zu verlassen und politische Gegner mit „unerwarteten neuen Strategien“ zu überraschen. Danach rief der polizeilich überwachte Thüringer Neonazi Steffen R. vier Vortragsbesucher, darunter Kapke, auf deren Heimweg an und fragte sie: „Hat der Hoffmann euch das C4 mit Anleitung zur einfachen Handhabung mitgegeben?“ Die observierten Besucher sprachen auch darüber, Antifa-Aktivisten der Region zu töten. Daher führte die Polizei Razzien bei mehreren Vortragsbesuchern durch und durchsuchte 16 Wohnungen und Treffpunkte, darunter Hoffmanns Wohnung in Kahla, Schloss Ermreuth und Rittergut Sahlis. Vermutet wurde, dass sie einen Sprengstoffanschlag auf die Landtagsabgeordnete Katharina König-Preuss planten. Das hochexplosive C4 wurde jedoch nirgends gefunden. Hoffmann und die übrigen Beteiligten legten Beschwerde gegen die Durchsuchung ein. Nachdem im November 2011 der NSU entdeckt worden war, wollte die Staatsanwaltschaft Gera die Ermittlungen zum „Freien Netz“ um Kapke, Wohlleben und Hoffmann wiederaufnehmen. Sie stufte Hoffmann als Sprengstoffexperten ein und zählte ihn zum mutmaßlichen Unterstützerumfeld des NSU.
Am 2. April 2011 hielt Hoffmann in der Nürnberger Kneipe „Freundeskreis Bavaria“ vor rund 30 Zuhörern einen Vortrag zum Thema „Die WSG wie sie wirklich war: Klärende Worte zum Oktoberfestattentat“. Anwesend waren auch einige Journalisten, darunter Ulrich Chaussy, der seit Jahrzehnten zum Oktoberfestattentat recherchierte. Hoffmann beschimpfte ihn. Er stellte seine WSG als „volkspädagogisches Experiment“ für die Jugend ohne jede politische Ziele dar und behauptete, er selbst sei nie für nationalsozialistisches Gedankengut anfällig gewesen. Doch der Reiz von „nostalgischen Uniformen“ habe auch rechtslastige junge Männer in seine Truppe getrieben. Das habe er „toleriert“. Den Erlanger Doppelmord erwähnte er nur auf Rückfrage aus dem Publikum und nannte ihn dann „das Schlimmste, was mir hätte passieren können“. Er stellte sich also als Opfer dar und bestritt jede Mitverantwortung.
Im Sommer 2011 veröffentlichte der NPD-Verlag Deutsche Stimme Hoffmanns Buch „Die Oktoberfestlegende“, das er dann bei seinen Vorträgen vorstellte. Der NPD-Funktionär Uwe Meenen interviewte ihn dazu. Darin behauptete er erneut, der deutsche Verfassungsschutz und der israelische Mossad hätten das Oktoberfestattentat zusammen geplant, um ihn und seine Gruppe auszuschalten.
Am 26. November 2011, kurz nachdem die Terrorzelle NSU entdeckt worden war, sollte Hoffmann auf Einladung der „Jungen Nationaldemokraten“ bei der NPD in Leipzig einen Vortrag zur „wahren Geschichte“ der WSG halten. Am Vortag sagte er ab, weil die NPD die Raumzusage wegen breiter antifaschistischer Proteste zurückgezogen hatte. Am Folgetag demonstrierten rund 1000 Menschen, darunter mehrere Bundes- und Landtagsabgeordnete und der Leipziger Oberbürgermeister Burkhard Jung, für die Schließung des NPD-Gebäudes und für ein Verbot der NPD, weil diese sich an Rechtsterroristen wie Hoffmann angenähert hatte. Danach erklärte die NPD Hoffmann und andere Neonazis aus dem gewaltbereiten Spektrum zu „unerwünschten Rednern“ bei ihren Veranstaltungen, um negative Medienberichte und ein erneutes NPD-Verbotsverfahren zu vermeiden. Gleichwohl wurde Hoffmann in der rechtsextremen Szene weiter als Held verehrt, etwa mit Porträtfotos auf T-Shirts.
Am 31. März 2012 nahmen rund 20 eingeladene Besucher an einer Podiumsdiskussion Hoffmanns mit Odfried Hepp zum Thema „Aussteiger? Verräter? Oder Recht auf gewandelte Überzeugung?“ auf Schloss Ermreuth teil. Dort warb Hoffmann um Spenden für seine sächsische Kulturstiftung. Am 2. April 2012 referierte er in der Nürnberger Gaststätte „Freundeskreis Bavaria“ vor rund 15 Rechtsextremen, darunter dem NPD-Funktionär Rainer Biller, über die WSG, das Oktoberfestattentat und „die rechtsbedenklichen Machenschaften von Polizei und Justiz“. Rund 60 Personen demonstrierten vor dem Lokal gegen den Auftritt; einige davon wurden festgenommen.
Am 29. April 2012 sprach Hoffmann in Balingen vor 30 Neonazis, darunter Axel Heinzmann, über „Wesen und Wirken der Geheimdienste“ und den politischen Kampf in Deutschland nach dem Auffliegen des NSU. Nach Eigenangaben gegenüber Report Mainz hielt er in jenem Jahr insgesamt zwölf konspirative Vorträge, davon drei in Baden-Württemberg und einen in der Westpfalz. Teilgenommen hätten überwiegend junge Neonazis, auch Funktionäre der verbotenen „Wiking-Jugend“. 2013 rief er auf seiner Homepage zu einem Wahlboykott auf und kündigte ein weiteres konspiratives Treffen bei Zwickau an. Er behauptete, er habe aktuell „ein gutes Verhältnis zur Polizei.“
Daraufhin stellte die Fraktion Die Linke im Bundestag im Februar 2013 eine Kleine Anfrage, was die Bundesregierung über Hoffmanns aktuelle Aktivitäten wisse. Die Bundesregierung bestätigte fünf aus Medien bekannte Auftritte Hoffmanns von 2010 bis 2012. Er werde nach wie vor als Rechtsextremist eingestuft und agiere derzeit vor allem durch Vorträge. Gewaltaufrufe von ihm seien nicht bekannt. Das BKA habe alle Einträge zu Strafverfahren gegen ihn nach 1990 aus Datenschutzgründen gelöscht. Erkenntnisse von V-Leuten gab die Regierung nicht preis.
2014 nahm Hoffmann an einer „Messe“ der Neuen Rechten im Verbindungshaus der rechtsextremen Erlanger Burschenschaft Frankonia teil. Dort waren vor ihm schon Horst Mahler und Pierre Krebs aufgetreten.
Stephan Ernst, der Mörder des Kasseler Regierungspräsidenten Walter Lübcke († 2. Juni 2019), hatte nach eigenen Angaben Kontakt zu Hoffmann und einem von dessen Bekannten.

### Rehabilitationsversuche
Am 1. August 2012 sprach Hoffmann in Ermreuth mit dem Journalisten Olaf Sundermeyer über „rechte Gewalt“ und vertrat dabei analoge Opferlegenden zum Oktoberfestattentat und zum NSU: Dieser habe seine Morde nicht selbst begangen und sei von bundesdeutschen Behörden in den Untergrund getrieben worden.
Das Bundesamt für Verfassungsschutz (BfV) ließ Hoffmann 2012 neun Monate lang überwachen, weil er als Anführer einer neugebildeten Rechtsterrorgruppe von fünf Neonazis verdächtigt wurde. Er klagte dagegen und erklärte 2016 vor Gericht, der Verfassungsschutz selbst habe die „Legende“ einer neuen Terrorgruppe erfunden. Er sei seit Jahrzehnten „politisch abstinent“ und habe auch bei seinen Vorträgen vor Neonazis zuletzt für „Versöhnungsbereitschaft“ mit Migranten geworben.
Die Überwachung habe ihn finanziell ruiniert. Tatsächlich hatte er in langen Internetmonologen die damalige AfD-Vorsitzende Frauke Petry gelobt, sich über eine angebliche „gnadenlose Hetze“ gegen die NSU-Terroristin Beate Zschäpe beklagt oder mit Scheintelefonaten mit prominenten Politikern auf sich aufmerksam zu machen versucht. Im Februar 2016 zog Hoffmann die Klage gegen das BfV zurück. Weitere Klagen gegen den damaligen SPD-Chef Sigmar Gabriel, den früheren Generalbundesanwalt Harald Range und den Freistaat Bayern erhielt er aufrecht, um sich zu „rehabilitieren“.
Im März 2016 stellte Hoffmann Ermittlungsakten des LKA Bayern ins Internet, an die er gelangt war: Es sei seine „moralische Pflicht“, „Informationen über die Machenschaften krimineller Seilschaften“ im LKA zu veröffentlichen. Die Akten bezogen sich auf sechs Polizeibeamte, die an Straftaten eines V-Mannes beteiligt gewesen sein sollten; die Vorwürfe waren damals schon bekannt. Hoffmann verwies darauf, dass einer der Beamten die Kommission leitete, die seit 2014 im Auftrag des Generalbundesanwalts erneut zum Oktoberfestattentat ermittelte. Er verknüpfte also beide Vorgänge, um das LKA zu diskreditieren. Dieses beschuldigte er seit Jahren, ihn mit dem Oktoberfestattentat in Verbindung gebracht zu haben. Die Staatsanwaltschaft Bamberg ließ sein Anwesen in Ermreuth durchsuchen, um die Herkunft der Aktenkopien zu finden.
Laut den Ermittlungen hatte ein 43-jähriger promovierter Germanist aus Österreich Hoffmann im März 2016 zwei Seiten aus dem internen Ermittlungsbericht zu Korruption im LKA Bayern als E-Mail-Anhang geschickt, die der Empfänger dann auf seiner Webseite publizierte. Der Österreicher behauptete 2018 vor dem Amtsgericht Forchheim, er habe die 144-seitige Gesamtakte von einem Journalisten erhalten. Hoffmann behauptete daraufhin, er habe nicht wissen können, dass es strafbar sei, schon von Journalisten veröffentlichte Akten erneut zu publizieren. Er habe die LKA-Sonderkommission bloßstellen wollen, um zu verhindern, dass der Leiter der neuen Kommission zum Oktoberfestattentat weiter daran mitarbeiten und man ihn erneut mit dem Attentat in Verbindung bringen könne. Am 18. September 2018 verurteilte die Amtsrichterin Silke Schneider ihn jedoch wegen der Veröffentlichung zu 900 Euro Geldstrafe: Er habe widerrechtlich eine verbotene Handlung anderer wiederholt.
2016 berichtete ein Journalist des NDR auf Tagesschau.de über die Geschichte des Rechtsterrorismus in Deutschland und nannte die WSG als Beispiel, ohne Hoffmann persönlich zu erwähnen. Gleichwohl stellte dieser eine Unterlassungsklage und forderte ein Schmerzensgeld von dem Autor: Dessen Text sei dafür verantwortlich, dass man ihn, Hoffmann, in Ermreuth als „Mörder“ und „Terroristen“ bezeichne. Im Februar 2017 wies das Landgericht Nürnberg-Fürth seine Klage als unbegründet zurück.
Im April 2016 verklagte Hoffmann auch den Journalisten Ulrich Chaussy wegen angeblicher Verleumdung und verlangte 10.000 Euro Schmerzensgeld: Chaussy habe ihn in einem Vortrag zu Hoffmanns Rolle beim Oktoberfestattentat und Erlanger Doppelmord als „Drahtzieher“ dieser Verbrechen bezeichnet. Der Ausdruck stammte jedoch von der Zeitungsredaktion, die über Chaussys Vortrag berichtet hatte. Dies erwies eine Tonbandaufnahme des Vortrags. Am 2. August 2017 wies das Landgericht Nürnberg-Fürth Hoffmanns Klage daher ab. Richterin Monika Bieber erklärte, sämtliche Aussagen Chaussys fielen unter die freie Meinungsäußerung. Er habe keine falschen Tatsachenbehauptungen verbreitet und Hoffmanns Persönlichkeitsrechte nicht verletzt. Am 30. Januar 2018 wies das Oberlandesgericht Nürnberg als letzte Instanz auch Hoffmanns Berufungsklagen gegen Chaussy und den NDR-Journalisten zurück, weil die Bezüge der WSG zum Oktoberfestattentat und Erlanger Doppelmord historisch unbestreitbar sind.
In YouTube-Videos behauptet Hoffmann weiterhin, hinter den Anschlägen, mit denen er in Verbindung gebracht wurde, steckten „Israeliten“ oder Israels Geheimdienst Mossad.

## Rechtsextreme Publikationen
- Politische Analysen und Visionen mit 35. Kritisch selbst kommentiert mit 65. Überdacht und ergänzend erläutert mit 73. Themis, Neunkirchen 2017, ISBN 978-3-00-056912-8.
- Lebenserinnerungen. Themis, Neunkirchen

Erster Band 1937–1971. 2014, ISBN 978-3-00-045781-4.
Zweiter Band 1971–1980. 2015, ISBN 978-3-00-050083-1.
- Das NSU-Trio oder: „…eine Hand voll Dreck in den Wind geworfen.“ Kritische Auseinandersetzung mit dem Buch DIE ZELLE. Themis, Neunkirchen 2012, ISBN 978-3-00-040216-6.
- Die Oktoberfestlegende / gezielte Verdächtigungen als politisches Kampfmittel im „demokratischen Rechtsstaat“. Deutsche Stimme-Verlag, Riesa 2011, ISBN 978-3-935102-40-7.
- Verrat und Treue. Mythos und Tragik der Wehrsportgruppe Hoffmann. Roman. Themis, Neunkirchen 1985, ISBN 3-926913-00-2.